# 潘普利亚现代建筑
潘普利亚现代建筑是巴西的一处现代城市景观项目。该项目设计建设了一个人工湖，并包括跳舞场地、高尔夫游艇俱乐部、圣方济各堂等建筑等。潘普利亚现代建筑由奥斯卡·尼迈耶设计，2016年被联合国教科文组织列入世界遗产名录。

## 世界遗产
该世界遗产被认为满足世界遺產登錄基準中的以下基準而予以登錄：
- （i）表现人类创造力的经典之作。
- （ii）在某期间或某种文化圈里对建筑、技术、纪念性艺术、城镇规划、景观设计之发展有巨大影响，促进人类价值的交流。
- （iv）关于呈现人类历史重要阶段的建筑类型，或者建筑及技术的组合，或者景观上的卓越典范。